# Деятели культуры России — в поддержку позиции президента по Украине и Крыму
Список лиц, подписавших письмо Деятели культуры России — в поддержку позиции президента РФ по Украине и Крыму — коллективное заявление деятелей культуры России в поддержку позиции президента России по Украине и Крыму. Опубликовано 11 марта 2014 года в газете «Известия».

## Содержание обращения
В обращении говорилось:

В дни, когда решается судьба Крыма и наших соотечественников, деятели культуры России не могут быть равнодушными наблюдателями с холодным сердцем. Наша общая история и общие корни, наша культура и её духовные истоки, наши фундаментальные ценности и язык объединили нас навсегда. Мы хотим, чтобы общность наших народов и наших культур имела прочное будущее. Вот почему мы твёрдо заявляем о поддержке позиции президента Российской Федерации по Украине и Крыму.

## Не подписавшие, но заявившие о желании подписать
Народные артисты СССР Леонид Броневой и Марк Захаров также выступили в поддержку политики Владимира Путина в отношении Украины и Крыма, заявив, что, если бы к ним обратились с таким предложением, они бы подписали его.

## Отказавшиеся от своей подписи
11 марта 2014 года подпись Зураба Церетели появилась под обращением. На следующий день, однако, помощник скульптора Серги Шагулашвили заявил в интервью грузинскому информагентству «Интерпрессньюс» и телеканалу «Рустави-2», что на самом деле Церетели письма не подписывал, и что он «никогда не вмешивается в политику».
12 марта 2014 года Андрей Константинов заявил, что не подписывал данного обращения, так как «никаких коллективных писем никогда не подписываю по убеждению: не люблю петь хором»
В 2016 году Иосиф Пригожин заявил, что ни он, ни его супруга не выступали с одобрением аннексии Крыма и не подписывали данное обращение, заявив: «мы не поддерживали никакие агрессии, никакие аннексии», по его словам, их только устно спросили про отношение к референдуму.
В 2017 году Алёна Бабенко заявила, что не подписывала обращение и не знает, каким образом оказалась в списке подписантов.
13 ноября 2017 года дирижёр Валерий Гергиев, находясь в Вашингтоне для участия в концерте «За единение», организованном посольством России в Вашингтонском кафедральном соборе, где участие его и Дениса Мацуева, другого подписанта, было встречено протестами местных активистов, отказался от своей подписи, заявив журналисту «Голоса Америки»: «нет, не подписывал».

## Заявление «Конгресса интеллигенции»
Другая группа представителей российской интеллигенции категорически отказалась поддержать позицию Президента Российской Федерации В. В. Путина по вопросу Аннексии Крыма. 19 марта
2014 года был созван «Конгресс интеллигенции» «Против войны, против самоизоляции России, против реставрации тоталитаризма». В заявлении, принятом участниками конгресса было сказано:
«Мы, представители российской интеллигенции, обязаны предостеречь власть от совершающейся исторической ошибки — стремления взять под контроль с помощью российских Вооруженных Сил часть другой, еще недавно братской страны — Украины. Первый шаг — аннексия Крыма Россией — уже сделан, первая кровь уже пролилась… В наиболее драматические моменты истории
интеллигенция всегда пыталась вернуть обществу моральную точку отсчета — вне морали нет ни государства, ни политики, ни экономики».

## Возможное давление на подписантов
Писатель Борис Акунин через четыре года после опубликования письма заявил, что на некоторых подписантов, возможно, оказывалось давление:
«Там было несколько человек, к которым я раньше относился с симпатией и уважением — и о которых я точно знаю, что они на самом деле так не думали, а поддались давлению. Ни один до сих пор не нашёл в себе мужества выразить сожаление о том, что проявил тогда слабость». Тем не менее, министр культуры Владимир Мединский признал, что несколько человек отказались подписать письмо, но не назвал ни одной фамилии тех, кто отказался.
Французский специалист по России и СССР, профессор университета Ренн II Верхней Бретани Сесиль Вессье отмечает, что написание подобных писем традиционно для СССР и современной России, и одним из мотивов подписания подобных писем может быть боязнь деятелей культуры потерять государственное финансирование. Кроме этого профессор отмечает, что на Западе интеллигенция если и подписывает подобные петиции, то они всегда направлены в защиту слабого, а не в поддержку сильного, а в современной России отмечается тенденция возрождения коллективных писем, которые в поддержку властей СССР писала интеллигенция во времена ввода войск в Венгрию в 1956 году и ввода войск в Чехословакию в 1968 году.

## Отказавшиеся подписать
Генеральный директор Государственного музея Эрмитаж Михаил Пиотровский не стал подписывать коллективное письмо, заявив: «у культуры в целом и у нас у Эрмитажа есть свои совершенно конкретные задачи. Мы должны сохранить мосты между народами. Мосты, которые обеспечивают возможность компромиссов».
Министр культуры Владимир Мединский в интервью в 2017 году рассказал, что только три человека отказались подписывать письмо, заявив что они «вне политики» и никаких репрессий к ним не применялось.

## Протесты во время гастролей подписавших
Некоторые артисты из списка подписавших письмо, пребывая на гастролях в западных странах, сталкивались с протестами, которые препятствовали проведению гастролей. Так, из-за подписи письма, в 2020 году были сорваны гастроли в Чикаго джазового музыканта Игоря Бутмана. В том же году были протесты в Нью-Йорке против гастролей подписантов письма дирижёра Валерия Гергиева и пианиста Дениса Мацуева.

## Первоначальный список подписавших
1. Алимов, Сергей Александрович — народный художник России.
2. Антонова, Ирина Александровна — президент ГМИИ имени А. С. Пушкина.
3. Бабенко, Алёна Олеговна — заслуженная артистка России.
4. Бабкина, Надежда Георгиевна — народная артистка России.
5. Бак, Дмитрий Петрович — директор Государственного Литературного музея.
6. Баталов, Алексей Владимирович — народный артист СССР.
7. Башмет, Юрий Абрамович — народный артист СССР.
8. Безруков, Сергей Витальевич — народный артист России.
9. Белонович, Галина Ивановна — директор Государственного дома-музея П. И. Чайковского.
10. Бобков, Константин Васильевич — директор Государственного литературно-мемориального музея-заповедника А. П. Чехова.
11. Богачёва, Ирина Петровна — народная артистка СССР.
12. Бондарчук, Фёдор Сергеевич — режиссёр.
13. Бондарчук, Наталья Сергеевна — заслуженная артистка России.
14. Бортко, Владимир Владимирович — народный артист России.
15. Боярский, Михаил Сергеевич — народный артист РСФСР.
16. Брызгалов, Михаил Аркадьевич — директор Государственного центрального музея имени Глинки.
17. Булдаков, Алексей Иванович — народный артист России.
18. Бурляев, Николай Петрович — народный артист России.
19. Буров, Николай Витальевич — народный артист России.
20. Бусыгин, Андрей Евгеньевич — директор Государственного музея-усадьбы «Архангельское».
21. Бутман, Игорь Михайлович — народный артист России.
22. Веденяпина, Мария Александровна — директор Российской государственной детской библиотеки.
23. Вислый, Александр Иванович — генеральный директор Российской государственной библиотеки.
24. Гагарина, Елена Юрьевна — генеральный директор Государственного историко-культурного музея-заповедника «Московский Кремль».
25. Газманов, Олег Михайлович — народный артист России.
26. Гергиев, Валерий Абисалович — художественный руководитель Государственного академического Мариинского театра. Отказался от своей подписи 13 ноября 2017 года в Вашингтоне, сообщив в интервью журналисту «Голоса Америки», что «нет, не подписывал».
27. Говорухин, Станислав Сергеевич — народный артист России.
28. Гордеев, Вячеслав Михайлович — народный артист СССР.
29. Грачевский, Борис Юрьевич — руководитель детского киножурнала «Ералаш».
30. Гусев, Владимир Александрович — директор Русского музея.
31. Дружинина, Светлана Сергеевна — народная артистка России.
32. Забаровский, Владимир Иванович — директор Музея Великой Отечественной войны на Поклонной горе.
33. Запашный, Эдгард Вальтерович — директор Большого Московского государственного цирка на проспекте Вернадского.
34. Зенгин, Сергей Семёнович — ректор Краснодарского государственного университета культуры.
35. Кальницкая, Елена Яковлевна — генеральный директор ГМЗ «Петергоф».
36. Кара, Юрий Викторович — сценарист.
37. Клебанов, Игорь Семёнович — народный артист России.
38. Князев, Евгений Владимирович — ректор Театрального института имени Б. Щукина.
39. Ковальчук, Андрей Николаевич председатель Союза художников России.
40. Константинов, Андрей Дмитриевич — писатель.
41. Крок, Кирилл Игоревич — директор Государственного академического театра имени Е. Вахтангова.
42. Кролл, Анатолий Ошерович — народный артист России.
43. Лановой, Василий Семёнович — народный артист СССР.
44. Левыкин, Алексей Константинович — директор Государственного исторического музея.
45. Леонова, Марина Константиновна — ректор Московской государственной академии хореографии.
46. Лещенко, Лев Валерьянович — народный артист РСФСР.
47. Лесовой, Александр Николаевич — генеральный директор ВХНРЦ имени И. Э. Грабаря.
48. Липс, Фридрих Робертович — профессор Российской академии музыки имени Гнесиных.
49. Лунгин, Павел Семёнович — народный артист России.
50. Малышев, Владимир Сергеевич — ректор Всероссийского государственного университета кинематографии имени С. А. Герасимова.
51. Маяровская, Галина Васильевна — ректор Российской академии музыки имени Гнесиных.
52. Мацуев, Денис Леонидович — народный артист России.
53. Мелик-Пашаева, Карина Левоновна — ректор Российской академии театрального искусства — ГИТИС.
54. Мельникова, Анастасия Рюриковна — заслуженная артистка России.
55. Мирошниченко, Сергей Валентинович — режиссёр.
56. Михайлов, Александр Яковлевич — народный артист РСФСР.
57. Михайловский, Семён Ильич — ректор Санкт-Петербургского государственного академического института живописи, скульптуры и архитектуры имени И. Е. Репина.
58. Могучий, Андрей Анатольевич — художественный руководитель Большого драматического театра имени Товстоногова.
59. Морозов, Алексей Викторович — директор Московского государственного академического художественного училища памяти 1905 года.
60. Назаров, Юрий Владимирович — народный артист России.
61. Пожигайло, Павел Анатольевич — исполнительный директор Всероссийского хорового общества.
62. Пореченков, Михаил Евгеньевич — заслуженный артист России.
63. Расторгуев, Николай Вячеславович — народный артист России.
64. Розум, Юрий Александрович — народный артист России.
65. Сенчина, Людмила Петровна — народная артистка России.
66. Соломин, Юрий Мефодьевич — художественный руководитель Государственного академического малого театра России.
67. Соколов, Александр Сергеевич — ректор Московской государственной консерватории имени П. И. Чайковского.
68. Спиваков, Владимир Теодорович — народный артист СССР.
69. Стадлер, Сергей Валентинович — народный артист России.
70. Табаков, Олег Павлович — художественный руководитель МХТ имени А. П. Чехова.
71. Талызина, Валентина Илларионовна — народная артистка РСФСР.
72. Таратынова, Ольга Владимировна — директор ГМЗ «Царское Село».
73. Теличкина, Валентина Ивановна — народная артистка России.
74. Урин, Владимир Георгиевич — генеральный директор Государственного академического Большого театра России.
75. Учитель, Алексей Ефимович — народный артист России.
76. Фёдоров, Виктор Васильевич — президент Российской государственной библиотеки.
77. Фокин, Валерий Владимирович — народный артист России, художественный руководитель Александринского театра.
78. Фурманов, Рудольф Давыдович — художественный руководитель санкт-петербургского театра «Русская антреприза» имени Андрея Миронова.
79. Хазанов, Геннадий Викторович — народный артист РСФСР.
80. Хомова, Ольга Сергеевна — директор Государственной академической капеллы Санкт-Петербурга.
81. Хотиненко, Владимир Иванович — народный артист России.
82. Церетели, Зураб Константинович — президент Российской академии художеств.
83. Цискаридзе, Николай Максимович — народный артист России.
84. Чурсина, Людмила Алексеевна — народная артистка СССР.
85. Шахназаров, Карен Георгиевич — генеральный директор киноконцерна «Мосфильм».

## Подписавшие позднее
В конце обращения заявлялось следующее:

Список подписей деятелей культуры и искусства является открытым. Присоединиться к данному списку можно, обратившись в пресс-службу Министерства культуры Российской Федерации
Позднее список расширился до 511 человек.
| # А Б В Г Д Е Ё Ж З И К Л М Н О П Р С Т У Ф Х Ц Ч Ш Щ Э Ю Я |

### А
- Абдуллин, Рубин Кабирович — ректор Казанской государственной консерватории (академии) имени Н. Г. Жиганова.
- Абрамова, Лидия Павловна — профессор Академии хорового искусства В. С. Попова.
- Адабашьян, Александр Артёмович — режиссёр, заслуженный деятель искусств РФ.
- Азаров, Николай Николаевич — ректор Академии хорового искусства имени В. С. Попова.
- Айгумов, Айгум Эльдарович — художественный руководитель Дагестанского государственного Кумыкского музыкально-драматического театра имени А. П. Салаватова.
- Акритас, Альбина Георгиевна — народный художник России.
- Алферова Е. К. — искусствовед.
- Амбарцумян, Эдуард Борисович — художественный руководитель Брянского губернаторского симфонического оркестра.
- Андриянов, Андрей Аркадьевич — директор Менделеевского краеведческого музея.
- Антонов, Дмитрий Борисович — директор Государственного НИИ реставрации.
- Апанаева, Гюзель Махмудовна — директор Школы-студии (техникума) при Государственном академическом ансамбле народного танца имени И. Моисеева.
- Артюшкина, Екатерина Анатольевна — директор Санкт-Петербургского государственного бюджетного учреждения культуры «Петербург-концерт».
- Арустамова Л. М. — заслуженный работник культуры России.
- Аршинов, Виктор Петрович — председатель ОВТО «Союз художников России Республики Татарстан».
- Асфандьярова, Амина Ибрагимовна — ректор Уфимской государственной академии искусств имени Загира Исмагилова.
- Афанасьева, Айталина Саввична — заслуженная артистка России.
- Ахмадов, Рамзан Аюбович — народный артист России (Чеченская Республика).
- Ахметзянов, Ильдус Ханифович — народный артист Республики Татарстан.
- Ахметова, Лидия Алексеевна — заслуженный артист Российской Федерации, народный артист Республики Татарстан.
- Ашхотов, Беслан Галимович — профессор Северо-Кавказского государственного института искусств.

### Б
- Бабенко, Владимир Гаврилович — ректор Екатеринбургского государственного театрального института.
- Багдасарян, Рафаэль Оганесович — народный артист России.
- Бадьяров, Валентин Николаевич — солист Белорусской государственной филармонии.
- Бальжанов, Цырен Доржо — заслуженный деятель искусств России (Республика Бурятия).
- Батурин, Андрей Константинович — заместитель председателя Союза композиторов России.
- Бачурин, Илья Викторович — продюсер.
- Бедина, Татьяна Фёдоровна — директор Амурского государственного театра драмы.
- Безродная, Светлана Борисовна — народная артистка России, художественный руководитель «Вивальди-оркестра».
- Белоусов Михаил Романович — директор Палехского художественного училища имени М. Горького.
- Беляева, Надежда Владимировна — президент Пермской государственной художественной галереи, заслуженный работник культуры России.
- Березовский Ю. А. — кандидат технических наук.
- Бичуков, Анатолий Андреевич — народный художник России.
- Боброва Светлана Леонидовна — кандидат искусствоведения.
- Бобыкин, Андрей Леонидович — заслуженный художник России.
- Борисова О. И. — искусствовед.
- Бояков, Эдуард Владиславович — ректор Воронежской государственной академии искусств.
- Боярский, Пётр Владимирович — заместитель директора Российского НИИ культурного и природного наследия имени Д. С. Лихачёва.
- Бужор, Методие Николаевич — артист эстрады.
- Буйвол, Александр Александрович — художественный руководитель Ансамбля песни и пляски донских казаков имени А.Квасова (Ростовская обл.).
- Бурганов, Александр Николаевич — народный художник России.
- Бушнов, Михаил Ильич — народный артист СССР (Ростовская область).
- Быков, Владислав Васильевич — режиссёр.
- Быстрицкая, Элина Авраамовна — народная артистка СССР.

### В
- Вавакин, Леонид Васильевич — народный архитектор России.
- Вавилова, Наталья Ивановна — директор Музея изобразительных искусств Республики Карелия.
- Валеев, Разиль Исмагилович — народный поэт Республики Татарстан.
- Валеева, Зиля Рахимьяновна — директор Музея-заповедника «Казанский кремль».
- Валерия (певица) — народная артистка России.
- Валиуллина, Наиля Рафиковна — директор Республиканской юношеской библиотеки Татарстана.
- Ванслов, Виктор Владимирович — заслуженный деятель искусств РСФСР.
- Василевский Анатолий Александрович — художественный руководитель Филармонического джаз-оркестра Республики Татарстан.
- Василевский, Александр Васильевич — директор Новосибирского государственного хореографического колледжа.
- Васильев, Иван Владимирович — солист балета Михайловского театра (Санкт-Петербург).
- Васильев, Юрий Борисович — народный артист России.
- Винцкевич, Леонид Владиславович — артист Курской государственной филармонии.
- Власенко, Любовь Павловна — заслуженный деятель искусств России.
- Володина, Светлана Александровна — кандидат искусствоведения.
- Вороков, Владимир Халидович — председатель Союза кинематографистов Кабардино-Балкарской республики.
- Ворона, Валерий Иосифович — ректор Государственного музыкально-педагогического института имени М. М. Ипполитова-Иванова.
- Воронин, Валерий Владимирович — директор-художественный руководитель автономного учреждения культуры Астраханской области «Театр оперы и балета».

### Г
- Гайнуллина, Алсу Аскаровна — народная артистка Республики Татарстан и России.
- Галиев, Рустям Валиахметович — директор Нижнекамского драматического театра имени Т. Миннулина.
- Галкина, Галина Александровна — директор Камчатского краевого центра культуры, заслуженный работник культуры России.
- Гальцев, Юрий Николаевич — художественный руководитель СПб ГУБК «Театр эстрады имени А. Райкина».
- Ганеева, Венера Ахатовна — народная артистка России.
- Гантварг, Михаил Ханонович — ректор федерального государственного бюджетного образовательного учреждения высшего профессионального образования «Санкт-Петербургская государственная консерватория (академия) имени Н. А. Римского-Корсакова».
- Гаркави, Дмитрий Валентинович — художественный руководитель народного ансамбля духовой музыки «Светилен» (Ивановская область).
- Гасташева, Наталья Казбулатовна — народная артистка Российской Федерации.
- Геворкян, Христофор Багдасарович — народный художник России.
- Герзмава, Хибла Леварсовна — народная артистка России и Республики Абхазия.
- Глухов, Виктор Александрович — народный художник России.
- Голынец, Сергей Васильевич — кандидат искусствоведения.
- Гордеев, Валентин Дмитриевич — директор Нижегородского русского народного оркестра, заслуженный артист России.
- Горнышева, Айгуль Алмасовна — начальник управления культуры Исполнительного комитета г. Казани.
- Готов, Хусин Азамат-Гериевич — народный артист России (Карачаево-Черкесская республика).
- Гочияев, Руслан Магометович — директор Карачаевского драматического театра (Карачаево-Черкесская Республика).
- Градковский, Валерий Борисович — директор Санкт-Петербургского государственного бюджетного учреждения культуры «Санкт-Петербургский академический театр имени Ленсовета».
- Григорьева, Наталья Эдуардовна — искусствовед.
- Гронский, Владимир Геннадьевич — директор Санкт-Петербургского государственного бюджетного учреждения культуры «Государственный мемориальный музей А. В. Суворова».
- Грустнова, Наталья Сергеевна — экономист.
- Гунин, Борис Григорьевич — директор Владимирского отделения Союза театральных деятелей России.
- Гурцкая, Диана Гудаевна — заслуженная артистка России.
- Гусев, Владимир Поликарпович — художественный руководитель, главный дирижёр Русского академического оркестра, народный артист России (Новосибирская область).
- Гуськов, Алексей Геннадьевич — народный артист России.

### Д
- Давлетмирзаев, Муталип Ахмадович — народный артист России (Чеченская Республика).
- Давлетьяров, Ренат Фаварисович — президент Гильдии продюсеров России.
- Данилин, Владимир Николаевич — народный артист России.
- Данилян, Сергей Виленович — продюсер.
- Даутов, Нур Асгатович — заслуженный деятель искусств России и Республики Башкортостан.
- Деверилина, Надежда Владимировна — руководитель Комиссии по культуре Общественной палаты Смоленской области, заслуженный работник культуры России.
- Демидов, Владимир Петрович — директор Академического музыкального колледжа при Московской государственной консерватории имени П. И. Чайковского.
- Дербенко, Евгений Петрович — композитор, заслуженный деятель искусств России (Орловская область).
- Державин, Андрей Владимирович — музыкант.
- Диденко, Зинаида Захаровна — народная артистка России.
- Дмитриев, Георгий Петрович — композитор.
- Долматова, Ирэна Эрнестовна — искусствовед.
- Дробышева-Разумовская, Людмила Ивановна — и. о. ректора Пермской государственной академии искусства и культуры.
- Дунаев, Николай Иванович — заслуженный артист России.

### Е
- Евдокимова, Людмила Васильевна — заслуженный работник культуры РФ.
- Евлоева, Клавдия Ахметовна — композитор, народный артист России (Республика Ингушетия).
- Евсеенко, Николай Иванович — генеральный директор Хабаровского краевого музыкального театра.
- Егорова, Наталья Сергеевна — народная артистка России.
- Елкова, Валентина Алексеевна — заслуженный работник культуры РФ.
- Емельянов, Александр Петрович — генеральный директор Хабаровской краевой филармонии.
- Ермаков, Александр Иванович — директор музея-заповедника «Ивановка» (Тамбовская область).
- Ефимов, Александр Викторович — директор Государственного республиканского центра русского фольклора.

### Ж
- Жамбалова, Эржена Зугдаровна — заслуженный работник культуры России (Республика Бурятия).
- Женухин, Антон Владимирович — юрист, заместитель начальника правового управления РАХ.
- Жиганов, Иван Назибович — директор Детского музыкального театра «Домисолька».
- Жилинский, Дмитрий Дмитриевич — народный художник РСФСР.
- Житенев, Сергей Юрьевич — заместитель директора Российского НИИ культурного и природного наследия имени Д. С. Лихачёва.
- Жуков, Юрий Леонидович — директор Государственного ансамбля песни Республики Татарстан.
- Журавлева, Ольга Прохоровна — директор Биробиджанской областной универсальной научной библиотеки имени Шолом-Алейхема (Еврейская автономная область).

### З
- Забирова, Фарида Мухамедовна — заместитель председателя ТРО ВООПИиК.
- Завгарова, Фанзиля Хакимовна — директор Республиканского центра развития традиционной культуры.
- Загидуллин, Рашид Муллагалиевич — главный режиссёр Татарского государственного драматического театра имени К. Тинчурина.
- Задорнов, Михаил Николаевич — писатель-сатирик.
- Запашный, Аскольд Вальтерович — народный артист России.
- Зарипов, Марат Набиевич — народный артист Республики Татарстан.
- Захарова, Светлана Юрьевна — народная артистка России.
- Захарченко, Виктор Гаврилович — художественный руководитель Государственного академического кубанского казачьего хора.
- Звеняцкий, Ефим Самуилович — художественный руководитель Краевого драматического театра имени М. Горького.
- Зеленская Т. Г. — искусствовед.
- Зенкова, Татьяна Михайловна — директор учебно-методического центра народного творчества и культуры Забайкальского края.
- Золотов, Андрей Андреевич — заслуженный деятель искусств РСФСР.

### И
- Ибрагимов, Канта Хамзатович — председатель Чеченского регионального отделения Союза писателей России.
- Иванов, Константин Анатольевич — художественный руководитель Государственного театра оперы и балета Республики Марий Эл.
- Иванов, Николай Александрович — народный художник России.
- Игнатьева, Саргылана Семёновна — ректор Арктического государственного института искусств и культуры.
- Изотов, Михаил Николаевич — народный художник России (Владимирская область).
- Инкижеков, Вячеслав Геннадьевич — художественный руководитель Симфонического оркестра Хакасской республиканской филармонии.
- Исмагилова, Лейла Загировна — председатель Союза композиторов Республики Башкортостан.
- Исмагилова, Фарида Багисовна — директор Альметьевского татарского государственного драматического театра.

### К
- Казаков, Сергей Владимирович — художественный руководитель Пензенского областного драматического театра имени А. В. Луначарского.
- Калимуллин, Рашид Фагимович — председатель Союза композиторов Республики Татарстан.
- Калинин, Виктор Григорьевич — заслуженный художник России.
- Калисанов, Владимир Виленович — заслуженный артист России.
- Камбеев, Наиль Акрамович — директор Национальной библиотеки Республики Татарстан.
- Камышев, Иосиф Петрович — председатель Брянского отделения Союза театральных деятелей России.
- Капустина, Татьяна Константиновна — заслуженная артистка России.
- Каргополова, Галина Викторовна — заслуженный работник культуры РФ.
- Кехман, Владимир Абрамович — генеральный директор Михайловского театра.
- Кизяков, Тимур Борисович — руководитель программы «Пока все дома».
- Кильдиярова, Флюра Ахметшиевна — художественный руководитель Башкирского академического театра драмы имени М. Гафури.
- Киндякова, Наталья Васильевна — руководитель Астраханского областного детского центра хореографии «Лотос».
- Киселев, Владимир Игоревич — директор Кировского колледжа культуры, заслуженный работник культуры России.
- Кишмахов, Валерий Хамзатович — художественный руководитель Государственного театра танца Карачаево-Черкесской республики.
- Клименко, Владимир Степанович — художественный руководитель Барнаульского духового оркестра.
- Клюев, Борис Владимирович — народный артист России.
- Кобзон, Иосиф Давыдович — народный артист СССР.
- Кожурова, Алла Ивановна — директор Ненецкой центральной библиотеки им. И. А. Пичкова.
- Колов, Сергей Петрович — искусствовед.
- Колякин, Александр Николаевич — директор Санкт-Петербургского государственного бюджетного учреждения культуры «Государственный музей истории Санкт-Петербурга».
- Комарова Наталья Владимировна — искусствовед.
- Компанцев, Алексей Викторович — директор Московской государственной картинной галереи народного художника России В.Нестеренко.
- Кондрашова, Людмила Яковлевна — заслуженная артистка России.
- Кондыков, Анатолий Степанович — ректор Алтайской государственной академии культуры и искусств.
- Корлякова, Наталья Григорьевна — главный режиссёр Театра для детей и юношества ЗАТО Северск.
- Королева, Лариса Ивановна — генеральный директор Тульской областной научной библиотеки.
- Коротаева А. Н. — заслуженный работник культуры РФ.
- Корчмар, Григорий Овшиевич — заслуженный деятель искусств Российской Федерации.
- Косвинцева, Татьяна Дмитриевна — директор Областного краеведческого музея (Еврейская автономная область).
- Кочемасова, Татьяна Александровна — кандидат искусствоведения.
- Кочетков, Юрий Владимирович — художественный руководитель автономного учреждения культуры Астраханской области «Театр юного зрителя».
- Кочнев, Юрий Леонидович — художественный руководитель Саратовского академического театра оперы и балета.
- Кошкин, Олег Александрович — заслуженный работник культуры РФ.
- Красильников, Владилен Дмитриевич — народный архитектор России.
- Кривцун, Олег Александрович — доктор искусствоведения.
- Кружков, Андрей Вячеславович — художественный руководитель Симфонического камерного оркестра Тверской областной академической филармонии.
- Кубалов, Эльбрус Таймуразович — руководитель Государственного ордена Дружбы народов академического ансамбля танца «Алан» Республики Северная Осетия — Алания.
- Кудрина, Екатерина Леонидовна — ректор Кемеровского государственного университета культуры и искусств.
- Кузнецова, Татьяна Викторовна — и. о. ректора Московского государственного университета культуры и искусств.
- Кузьмина, Вера Кузьминична — народная артистка СССР (Чувашская Республика).
- Кукарека, Григорий Григорьевич — ответственный секретарь Союза писателей «Шинрлт» («Обновление»), народный поэт Республики Калмыкия.
- Кулакова, Рушания Кашифовна — начальник управления культуры Исполнительного комитета г. Набережные Челны.
- Куликова, Александра Николаевна — артистка Мордовской государственной филармонии, народная артистка Республики Мордовия.
- Куравлёв, Леонид Вячеславович — народный артист РСФСР.
- Курбанов, Рафис Харисович — председатель Союза писателей Республики Татарстан.
- Курбатов, Валентин Яковлевич — критик, член Президентского совета по культуре (Псковская область).
- Курепина Т. Ф. — искусствовед.
- Курленя, Константин Михайлович — ректор Новосибирской государственной консерватории (академии) имени М. И. Глинки.
- Курочкина, Татьяна Ивановна — кандидат искусствоведения.
- Куруленко, Элеонора Александровна — ректор Самарской государственной академии культуры и искусств.
- Куценко, Сергей Филиппович — ректор Ярославского государственного театрального института.
- Кученов, Вячеслав Николаевич — руководитель фольклорного ансамбля «Ульген», заслуженный деятель искусств Республики Хакасия.
- Кыргыс, Зоя Кыргысовна — директор Международного научного центра «Хоомей».

### Л
- Лаврецова, Светлана Васильевна — директор Санкт-Петербургского государственного бюджетного учреждения культуры «Театр юных зрителей имени А. А. Брянцева».
- Лавринович, Эмма Васильевна — директор Санкт-Петербургского государственного бюджетного учреждения культуры "Большой концертный зал «Октябрьский».
- Лаптев, Юрий Константинович — народный артист Российской Федерации.
- Лаптева, Анна Григорьевна — народная артистка России (Амурская область).
- Лебедев, Виктор Григорьевич — руководитель и главный дирижёр оркестра народных инструментов «Малахит».
- Левитин, Анатолий Павлович — народный художник РСФСР.
- Легкобит, Павел Иванович — заслуженный артист России.
- Леняшин, Владимир Алексеевич — доктор искусствоведения.
- Либ, Александр Иванович — художественный руководитель ансамбля «Псков», заслуженный артист России.
- Линховоин, Дарима Лхасарановна — народная артистка России (Республика Бурятия).
- Литвинов, Александр Георгиевич — заслуженный деятель культуры России.
- Литвинов, Николай Васильевич — заслуженный артист России, художественный руководитель Государственного вокально-хореографического ансамбля «Русь».
- Лихоманов, Антон Владимирович — генеральный директор Российской национальной библиотеки.
- Ломова, Наталия Фёдоровна — кандидат педагогических наук.
- Лошаков, Олег Николаевич — заслуженный художник России.
- Лубченко, Антон Владимирович — художественный руководитель — директор Государственного Приморского театра оперы и балета.
- Лугинин, Сергей Александрович — заслуженный работник культуры Ямало-Ненецкого автономного округа.
- Лужина, Александра Николаевна — кандидат юридических наук.
- Любавин, Анатолий Александрович — народный художник России.
- Любецкая, Татьяна Эрнестовна — искусствовед.
- Любимов, Борис Николаевич — ректор Высшего театрального училища имени М. С. Щепкина при Государственном академическом Малом театре России.

### М
- Майорова Л. Ю. — искусствовед.
- Максимов, Евгений Николаевич — народный художник России.
- Малышев Антон Владимирович — исполнительный директор Фонда социальной и экономической поддержки.
- Манджиев, Аркадий Наминович — генеральный директор Калмыцкой государственной филармонии.
- Манжос, Виктор Васильевич — председатель Национально-культурной автономии украинцев Камчатки «Содружество».
- Марокин, Вячеслав Фёдорович — заслуженный художник России.
- Маслакова, Светлана Георгиевна — заслуженный работник культуры РФ.
- Мастранджело, Фабио — художественный руководитель СПб ГАУК «Театр „Мюзик-холл“».
- Матвеев, Владимир Гаврилович — народный артист России (Амурская область).
- Махотин, Юрий Андреевич — народный художник России (Брянская область).
- Медведев, Сергей Геннадьевич — заслуженный художник России.
- Мелик-Пашаев, Ованес Нерсессович — сопредседатель Форума российских соотечественников в Болгарии.
- Мельникова, Тамара Михайловна — директор Государственного Лермонтовского музея-заповедника «Тарханы» (Пензенская область).
- Месхиев, Дмитрий Дмитриевич — председатель Союза кинематографистов Санкт-Петербурга.
- Метелица, Наталья Ивановна — директор Санкт-Петербургского государственного музея театрального и музыкального искусства.
- Мечетина, Екатерина Васильевна — пианистка.
- Мизери, Светлана Николаевна — народная артистка России.
- Милованов, Леонид Петрович — народный артист России.
- Миндлин, Михаил Борисович — кандидат искусствоведения.
- Минков, Виктор Михайлович — директор Санкт-Петербургского государственного бюджетного учреждения культуры "Театр «Приют комедианта».
- Мирошниченко, Виктор Васильевич — заслуженный артист России.
- Мирошниченко, Сергей Валентинович — режиссёр.
- Михайлов, Татьяна Викторовна — заслуженный работник культуры РФ.
- Мичри, Александр Ильич — заслуженный художник России.
- Морозов, Николай Алексеевич — заслуженный деятель искусств Республики Татарстан.
- Мостыканов, Александр Валентинович — ректор Астраханской государственной консерватории (академии).
- Мубарякова, Гюлли Арслановна — народная артистка СССР.
- Музакаева, Мадина Алихановна — народная артистка Чеченской Республики.
- Мукасей, Анатолий Михайлович — народный артист России.
- Мунтагиров, Александр Абубакирович — народный артист РСФСР.
- Муртазина, Миляуша Галеевна — профессор Уфимской государственной академии искусств имени З. Исмагилова (Башкирия).
- Мусагитов, Фанис Наилович — директор Татарского государственного драматического театра им. К.Тинчурина.
- Мустаев, Александр Гаевич — председатель Союза театральных деятелей Удмуртской Республики.
- Мутыгуллина, Рузия — заслуженная артистка России.
- Мухаметзянов, Рауфаль Сабирович — директор Татарского государственного академического театра оперы и балета имени М. Джалиля.
- Мухаметов, Фаргат Вагизович — директор Болгарского государственного историко-архитектурного музея-заповедника.
- Мухин, Николай Александрович — народный художник России.
- Мухина, Надежда Николаевна — кандидат искусствоведения.
- Мызина, Лариса Ивановна — директор Кемеровского областного музея изобразительных искусств.

### Н
- Назаренко, Татьяна Григорьевна — заслуженный художник России.
- Назипова, Гульчачак Рахимзяновна — директор Национального музея Республики Татарстан.
- Натансон, Георгий Григорьевич — режиссёр.
- Нестеренко, Василий Игоревич — народный художник России.
- Нестеренко, Ольга Владиславовна — народный артист Кабардино-Балкарской Республики.
- Нехай, Аслан Касимович — художественный руководитель Государственного ансамбля народной песни и танца «Исламей».
- Никеев, Владимир Арсеньевич — артист Омского государственного музыкального театра.
- Никитушкин, Виктор Александрович — народный артист России.
- Николаев, Марат Иванович — дирижёр Филармонического джаз-оркестра Республики Татарстан.
- Никоненко, Сергей Петрович — народный артист РСФСР.
- Никонов, Павел Фёдорович — народный художник России.
- Новикова, Инга Николаевна — директор Большого концертного зала Республики Татарстан.
- Нургалеева, Розалия Миргалимовна — директор Государственного музея изобразительных искусств Республики Татарстан.
- Нуруллин, Кадим Назырович — директор Татарской государственной филармонии имени Г. Тукая.

### О
- Образцова, Елена Васильевна — народная артистка СССР.
- Обухов, Георгий Тихонович — артист драмы Алтайского краевого театра драмы имени В. М. Шукшина.
- Овчинников, Владимир Павлович — директор Центральной музыкальной школы при Московской государственной консерватории имени П. И. Чайковского.
- Окольников, Игорь Ярославич — директор Хакасского национального театра кукол «Сказка».
- Окороков, Александр Васильевич — и. о. директора Российского института культурологии.
- Окунев, Вячеслав Александрович — народный художник России.
- Олешня, Сергей Николаевич — заслуженный художник России.
- Омаев, Дагун Ибрагимович — заслуженный артист России (Чеченская Республика).
- Орлова, Екатерина Викторовна — заслуженная артистка России, солистка оперы Пермского академического театра оперы и балета.
- Оссовский, Сергей Петрович — живописец.
- Оськин, Александр Павлович — заслуженный деятель культуры России, преподаватель Кызылского колледжа искусств имени А. Б. Чыргал-оола.
- Ошеров, Юрий Петрович — художественный руководитель Саратовского академического театра юного зрителя имени Ю. П. Киселёва.

### П
- Панкратов-Чёрный, Александр Васильевич — актёр.
- Панюшева Н. Н. — журналист.
- Параджанов, Георгий Георгиевич — режиссёр.
- Паршиков, Николай Александрович — ректор Орловского государственного института искусств и культуры.
- Пахомова, Елена Владимировна — экономист.
- Пашина, Ольга Алексеевна — научный секретарь Государственного института искусствознания, доктор искусствознания.
- Пермякова, Александра Андреевна — директор, художественный руководитель хора имени Пятницкого.
- Петров, Алексей Кириллович — главный дирижёр хора Академии хорового искусства имени В. С. Попова.
- Петрухно, Алла Сергеевна — директор музея-заповедника «Александровская слобода», заслуженный работник культуры России (Владимирская область).
- Пилипчук, Людмила Владимировна — генеральный директор Государственной филармонии Кузбасса.
- Пичугин, Эдуард Анатольевич — генеральный директор «Ленфильма».
- Пичул, Василий Владимирович — кинорежиссёр.
- Платонов, Юрий Павлович — народный архитектор России.
- Плинт, Александр Ильич — заслуженный деятель искусств России (Иркутская область).
- Плиско, Ирина Андреевна — член Союза кинематографистов.
- Полиенко, Иван Алексеевич — заслуженный художник России.
- Поляков, Юрий Михайлович — писатель, поэт, драматург.
- Попилина, Людмила Алексеевна — заслуженная артистка России.
- Поповичев, Александр Васильевич — художественный руководитель Государственного ансамбля танца «Ивушка».
- Посохин, Михаил Михайлович — народный архитектор России.
- Пригожин, Иосиф Игоревич — продюсер.
- Пьявко, Владислав Иванович — народный артист СССР.

### Р
- Раевский, Валерий Александрович — художественный руководитель Вятского симфонического оркестра (Кировская область).
- Расторгуева, Ольга Борисовна — директор музыкального центра «Наследие Чукотки».
- Расхлеева М. А. — заслуженный художник России.
- Рахаев, Анатолий Измаилович — ректор Северо-Кавказского государственного института искусств.
- Редчиц, Алексей Филиппович — председатель Ассоциации творческих союзов Томской области.
- Рингер, Игорь Моисеевич — заместитель председателя Союза композиторов России.
- Ржевская, Елена Александровна — кандидат искусствоведения.
- Роготнев, Николай Серафимович — главный дирижёр Государственного симфонического оркестра Удмуртской Республики.
- Рожин А. А. — кандидат искусствоведения.
- Романов, Виталий Владимирович — директор Санкт-Петербургского музыкального лицея Комитета по культуре.
- Рубан, Николай Иванович — генеральный директор Хабаровского краевого музея имени Н. И. Гродекова.
- Руденко, Гульзада Ракиповна — директор Елабужского музея-заповедника.
- Рудин, Иван Александрович — пианист.
- Рукавишников, Александр Иулианович — народный художник России.
- Рукавишников, Филипп Александрович — скульптор.
- Рунов, Владимир Викторович — заслуженный работник культуры России.
- Рушанин, Владимир Яковлевич — ректор Челябинской государственной академии культуры и искусств.
- Рыбин, Алексей Викторович — продюсер, сценарист, один из основателей группы «Кино».

### С
- Савельева, Анна Дмитриевна — народная артистка России (Камчатский край).
- Савельева, Любовь Ивановна — народный художник России.
- Савина, Валентина Михайловна — директор Государственного училища циркового и эстрадного искусства имени М. Н. Румянцева (Карандаша).
- Савостюк, Олег Михайлович — народный художник РСФСР.
- Санджиев, Дмитрий Никитич — заслуженный художник России.
- Сапунов, Владимир Борисович — директор музыкальных коллективов «Машина времени» и «Воскресение».
- Саурова, Лидия Михайловна — заслуженный работник культуры Российской Федерации.
- Сафронов, Михаил Вячеславович — генеральный директор Свердловского государственного академического театра музыкальной комедии.
- Севастьянов, Валерий Иванович — заслуженный деятель искусств России и Татарстана.
- Севидов, Аркадий Гаврилович — народный артист России.
- Семенова, Лилия Анатольевна — директор Молодёжного театра на Фонтанке.
- Серейчик, Сергей Станиславович — директор Центральной библиотеки имени М. Ю. Лермонтова.
- Сивушов, Анатолий Игоревич — кинопродюсер.
- Симкина, Наталья Вартановна — заведующая отделом искусства XX—XXI веков Красноярского художественного музея имени В. И. Сурикова.
- Сиповская, Наталия Владимировна — директор Государственного института искусствознания, доктор искусствоведения.
- Сиренко, Игорь Михайлович — художественный руководитель Московского драматического театра «Сопричастность».
- Склярук, Борис Николаевич — заслуженный художник Российской Федерации (Ульяновская область).
- Славутский, Александр Яковлевич — художественный руководитель, директор Казанского государственного академического русского Большого драматического театра имени В. И. Качалова.
- Сладковский, Александр Витальевич — главный дирижёр и художественный руководитель Государственного симфонического оркестра Республики Татарстан.
- Слободчук, Виталий Иванович — художественный руководитель Белгородского государственного академического драматического театра имени М. С. Щепкина.
- Смирнов, Юрий Николаевич — народный артист России.
- Снежкин, Сергей Олегович — народный артист России.
- Сотириади, Рената Владимировна — заместитель директора ГБУК г. Москвы «Московский театр на Таганке».
- Спивак, Семён Яковлевич — художественный руководитель Молодёжного театра на Фонтанке.
- Стеблов, Евгений Юрьевич — народный артист России.
- Степанов, Ефим Николаевич — заслуженный артист России.
- Степанов, Николай Николаевич — дирижёр Смоленского народного оркестра имени В. П. Дубровского.
- Степанова, Лилия Алексеевна — директор национального ансамбля песни и танца Карелии «Кантеле».
- Стрельцов, Анатолий Андреевич — директор Иркутского академического драматического театра имени Н. П. Охлопкова.
- Стужев, Виталий Львович — народный артист России.
- Судаков, Валерий Васильевич — заслуженный работник культуры России.
- Суханов, Владимир Павлович — заслуженный деятель искусств России.
- Сыроватка, Николай Васильевич — художественный руководитель Театра национальных культур «Забайкальские узоры».

### Т
- Таминдарова, Миляуша Амировна — художественный руководитель Государственного камерного хора Республики Татарстан.
- Тарасова, Наталья Кимовна — народная артистка России.
- Татарников, Михаил Петрович — музыкальный руководитель и главный дирижёр Михайловского театра (Санкт-Петербург).
- Тельнов, Алексей Николаевич — генеральный директор ОАО "ТПО «Санкт-Петербургская студия документальных фильмов».
- Теслик, Александр Иванович — народный художник России.
- Тимофеев, Владимир Николаевич — директор СПб ГБУК «Государственный музей городской скульптуры».
- Тихомиров, Александр Евгеньевич — народный художник России (Амурская область).
- Тихонов, Алексей Константинович — заслуженный архитектор России.
- Ткачев, Юрий Николаевич — художественный руководитель ансамбля солистов «Русская мозаика».
- Толстиков, Александр Генрихович — заслуженный художник России.
- Томская, Людмила Ивановна — генеральный директор «Петербург-кино».
- Трофимов, Сергей Вячеславович — заслуженный артист России.
- Туйсина, Рашида Гильмитдиновна — заслуженная артистка России, народная артистка Республики Башкортостан.
- Тураев, Павел Николаевич — заслуженный художник России.
- Тураева, Ирина Владимировна — искусствовед.
- Тургаев Александр Сергеевич — ректор Санкт-Петербургского государственного университета культуры и искусств.
- Тюфяков, Сергей Михайлович — заслуженный деятель искусств России.

### У
- Углинская, Лидия Ивановна — экономист.
- Угольников, Игорь Станиславович — председатель Телерадиовещательной организации Союзного государства.
- Ульянич, Виктор Степанович — композитор.
- Усов, Леонтий Андреевич — заслуженный художник России (Томская область).

### Ф
- Файзиев, Джахонгир Хабибуллаевич — кинорежиссёр.
- Файзрахманов, Айдар Фатхрахманович — художественный руководитель Государственного ансамбля фольклорной музыки Республики Татарстан.
- Файзрахманов, Рашат Фаесханович — директор Набережночелнинского государственного татарского драматического театра.
- Файзуллина, Юлия Рафаиловна (Шакурова) — начальник управления культуры Исполнительного комитета Елабужского муниципального района.
- Федоренко, Анастасия Сергеевна — писатель.
- Федоровская, Людмила Борисовна — искусствовед, член-корреспондент Российской академии художеств (Отделение искусствознания и художественной критики).
- Федосеева, Марина Олеговна — художественный руководитель ансамбля «Услада», заслуженный работник культуры России (Тульская область).
- Фертельмейстер, Эдуард Борисович — ректор Нижегородской государственной консерватории (академии) имени М. И. Глинки.
- Фирсов, Владимир Руфинович — заместитель генерального директора Российской национальной библиотеки.

### Х
- Хабарова, Маргарита Валериановна — заслуженный работник культуры РФ.
- Хайруллин, Ильдар Зиннурович — заслуженный артист России.
- Хаметов, Айрат Ринатович — художественный руководитель Государственного ансамбля песни и танца Республики Татарстан.
- Харатьян, Дмитрий Вадимович — народный артист России.
- Харисов, Ренат Магсумович — народный поэт Республики Татарстан.
- Хира, Надежда Николаевна — руководитель детского образцового танцевального коллектива «Морошки» (Ненецкий автономный округ).
- Худяков, Константин Васильевич — народный художник России.

### Ц
- Цвигун, Виктор Павлович — директор Чукотского эскимосского ансамбля «Эргырон».

### Ч
- Чалова, Зоя Васильевна — директор Центральной городской публичной библиотеки имени В. В. Маяковского.
- Чаркин, Альберт Серафимович — народный художник России.
- Чегодаева, Мария Андреевна — доктор искусствоведения.
- Чепуров, Александр Анатольевич — и. о. ректора Санкт-Петербургской государственной академии театрального искусства.
- Чернушенко, Владислав Александрович — художественный руководитель Государственной академической капеллы Санкт-Петербурга.
- Чурсина, Ольга Сергеевна — член Союза кинематографистов России.

### Ш
- Шадский, Валерий Николаевич — художественный руководитель Рязанского государственного областного театра кукол, заслуженный деятель искусств России.
- Шадыжева, Фариза Магомедовна — председатель Союза композиторов Республики Ингушетия.
- Шаймарданов, Роберт Шайхильевич — директор Мензелинского государственного татарского драматического театра имени С. Амутбаева.
- Шалашов, Алексей Алексеевич — генеральный директор Московской государственной академической филармонии.
- Шамсиев, Фарит Шамилевич — директор Казанского государственного театра юного зрителя.
- Шарипов, Ирек Ильдусович — директор Дома дружбы народов Республики Татарстан.
- Шароев, Антон Георгиевич — руководитель камерного оркестра «Камерата Сибири» (Тюменская область).
- Шварцкопф, Юрий Алексеевич — директор Санкт-Петербургского государственного бюджетного учреждения культуры «Санкт-Петербургский государственный театр музыкальной комедии».
- Шевельков, Владимир Алексеевич — актёр, режиссёр.
- Шевченков, Алексей Владимирович — заслуженный артист России.
- Шепелева Н. Г. — кандидат искусствоведения.
- Шершнева, Валентина Алексеевна — руководитель Омского отделения Союза театральных деятелей.
- Шилов, Александр Максович — народный художник СССР.
- Ширшова, Любовь Васильевна — доктор искусствоведения.
- Шишкин, Игорь Геннадьевич — ректор Тюменской государственной академии культуры, искусств и социальных технологий.
- Шляхтов, Вячеслав Григорьевич — заслуженный артист России.
- Шойдагбаева, Галина Бадмажаповна — народная артистка СССР (Республика Бурятия).
- Шрадер, Юрий Иванович (Лошадкин) — киноактёр.
- Шуб, Сергей Григорьевич — директор Санкт-Петербургского государственного бюджетного учреждения культуры "Театр-фестиваль «Балтийский дом».
- Шумаков, Николай Иванович — народный архитектор России.
- Шумская, Ирина Павловна — директор Национального театра Республики Карелия.
- Шутиков, Анатолий Иванович — художественный руководитель Государственного оркестра народных инструментов Республики Татарстан.

### Щ
- Щербаков, Михаил Александрович — художественный руководитель и главный дирижёр Академического симфонического оркестра Самарской филармонии.
- Щербакова, Елена Александровна — художественный руководитель Государственного академического ансамбля народного танца имени И. Моисеева.

### Э
- Эрдниев, Валерий Борисович — художественный руководитель Государственного Калмыцкого ансамбля песни и танца «Тюльпан».
- Эскин, Сергей Иванович — ведущий солист Государственного музыкального театра имени И. Яушева.

### Ю
- Юдахина, Ольга Леонидовна — художественный руководитель Детского музыкального театра «Домисолька».
- Юдельсон, Владимир Иосифович — директор Музыкального театра Кузбасса, заслуженный работник культуры России.
- Юденич, Инга Вадимовна — кандидат искусствоведения.
- Юдин, Владислав Павлович — директор Бугульминского государственного русского драматического театра имени А. Баталова.
- Юдин, Павел Евгеньевич — директор Российского НИИ культурного и природного наследия имени Д. С. Лихачёва.
- Юсупов, Ривкат Рашидович — ректор Казанского государственного университета культуры и искусств.

### Я
- Яковлев, Валерий Николаевич — народный артист СССР (Чувашская Республика).
- Якупов, Александр Николаевич — ректор Российской государственной специализированной академии искусств.
- Якупов, Ильфир Ильшатович — директор Татарского государственного академического театра имени Г. Камала.
- Яппарова, Роза Саитнуровна — директор Театра кукол «Экият».
- Ярмиев, Мансур Зиннурович — директор Казанского татарского государственного театра юного зрителя имени Г. Кариева.